# Арифин Хаирин Нур
Арифи́н Хаири́н Нур (индон. Arifin Chairin Noer, 10 марта 1941, Чиребон — 29 мая 1995, Джакарта) — индонезийский драматург, сценарист и режиссёр.

## Краткая биография
Родился в простой семье — отец держал овец и из их мяса готовил сате. Был вторым из восьми детей. Окончил школу системы «Таман Сисва» и школу «Мухаммадьях» в Чирибоне, школу журналистики в Суракарте, затем факультет общественно-политических наук Университета Чокроаминото (1967) в Джокьякарте. В 1973 г. учился на курсах писательского мастерства в Айовском университете (США). Работал журналистом в газете «Пелопор Бару». Скончался от рака печени.

## Творчество
Во время учёбы в университете выступал в студии «Театральная мастерская» известного поэта и режиссёра Рендры. В этот же период начал писать пьесы («Неоновая лампа», 1960; «Нищий», «Старик», «Любимая бабушка», «Солнце на маленькой улице», «Прита — наша жена», «Облака», 1967; «Молодожены», 1968). В 1968 основал в Джакарте «Театр Кечил» (Маленький Театр), в котором ставил в основном пьесы собственного сочинения («Капай-Капай», 1970; «Наш кассир», 1972; «Мадиунский оркестр»; «Колодец без дна»; «Тенгул»; «Рак-отшельник»; «В судорогах», 1979; «Мадекур и Таркени», 1974; «Оркестр Медины», 1974; «Щеголь», 1976; «Сандек — рабочий паренек», 1979; «Допрос», 1984). Его постановки — это синтез современной драматургии с традиционными видами индонезийского искусства: ваянга, ленонга, комедий в стиле «стамбул». Многие из них стали рупором социального протеста. С пьесой «Капай-Капай» театр выезжал в Голландию, США, Бельгию, Австралию
С 1971 стал писать сценарии для фильмов, а с 1977 заявил о себе как о талантливом кинорежиссёре. Писал стихи.

## Впечатление
«Умение Арифина наблюдать жизнь вокруг себя поразительно. „Сучи — примадонна“, например, отражает жизнь простого индонезийского народа без прикрас». — .- Фолькер Шлёндорф, немецкий кинорежиссёр, обладатель главного приза Каннского кинофестиваля — «Золотой пальмовой ветви» (1979) 

## Семья
- Отец Мохаммад Аднан
- Был женат дважды: первая супруга Нурул Айни (развод в 1979 г.), вторая — Джажанг Х. Нур (с 1979 г.)
- 4 детей: Вита Ариавита и Веда Амрита (от первого брака); Нита Назира и Марах Лаут (от второго брака)

## Награды[7]
- Награда правительства Индонезии за развитие искусства (1971)
- Награда"Золотой урожай" за лучшие диалоги к фильму «Разьяренный» (1972, Азиатский кинофестиваль)
- «За лучший сценарий» к фильму «Рио, мой сын» (Кинофестиваль Индонезии, 1973)
- «За лучший сценарий» к фильму «Против бури» (Кинофестиваль Индонезии, 1974)
- «Лучший режиссёр» (фильм «Атака на рассвете», Кинофестиваль Индонезии, 1982)
- «За лучший сценарий» к фильму «Предательство Движения 30 сентября -КПИ» (Кинофестиваль Индонезии, 1984)
- «Лучший режиссёр» (фильм «Такси», Кинофестиваль Индонезии, 1990)
- Литературная премия Юго-Восточной Азии (1990)
- Выдвижение фильма «Губы Мер» на «Оскар» в номинации «Лучший зарубежный фильм» (1992) http://www.variety.com/article/VR101796?refCatId=19

## Публикации
- Nurul Aini, 1963 (стихи)
- Siti Aisah, 1964 (стихи)
- Mega, mega: sandiwara tiga bagian. Pasar Minggu, Jakarta: Pustaka Firdaus, 1966.
- Puisi-Puisi Yang Kehilangan Puisi-Puisi, 1967 (стихи)
- Kapai kapai; sandiwara 5 bagian. [Djakarta] Budaja Djaja, 1970 (второе издание Jakarta : Pustaka Jaya, 1979 г.).
- Tengul. [Jakarta]: Bank Naskah, Dewan Kesenian Jakarta, 1974.
- Orkes madun : Madekur & Tarkeni. [Jakarta?], [1974?]
- Orkes madun 2A : umang-umang. [Jakarta] : [A.C. Noer], [1976]
- Badai pasti berlalu. [Jakarta] ], [1977?]
- Selamat Pagi Jajang. Jakarta: Puisi Indonesia, 1979 (стихи)
- Bunga-bunga SMA. [Jakarta]: Budiman Permai Film, 1980.
- Serangan fajar: diangkat dari film yang memenangkan 6 piala Citra pada Festival Film Indonesia, 1982. [Jakarta] : Yayasan Loh Djinawi, [1982]
- Dalam bayangan Tuhan atawa interogasi. Jakarta, 1984
- Matahari-Matahari. [Pacet?]: [Gramedia Film], [1985?]
- Sumur tanpa dasar. Jakarta : Pustaka Utama Grafiti, 1989
- Ari ari atawa interogasi no. 2. [Jakarta?] : [Teater Ketjil], [1990?].
- A-a, i-i, u-u : sebuah sandiwara pendidikan, sandiwara TVi. Jakarta : Balai Pustaka, 1994. (второе издание Jakarta : Pustaka Utama Grafiti, 2007).
- Pengkhianatan G30S/PKI. Jakarta : Pustaka Sinar Harapan, 1994.
- Nyanyian Sepi. Jakarta: Pustaka Sinar Harapan, 1995 (стихи)
- Orkes madun, atawa; Madekur dan Tarkeni ; Umang-umang ; Sandek pemuda pekerja ; Ozone ; Magma. Jakarta: Pustaka Firdaus, 1999
- Mega, mega sandiwara tiga bagian. Jakarta: Pustaka Firdaus, 1999 (второе издание Surakarta: Taman Budaya Jawa Tengah, 2005).
- Orkes madun. Jakarta: Pustaka Firdaus, 2000.
- Skenario. Jakarta : Cipta, 2000 (совм. с Asrul Sani, Marselli Sumarno)
- Skenario Naga Bonar. Jakarta Dewan Kesenian Jakarta 2000 (совм. с Asrul Sani, Marselli Sumarno).
- Madekur dan Tarkeni. [Jakarta] : Teater Akar, [2009]

## Публицистика
- Deklamasi, sebuah pengantar. [Djakarta], 1970.
- Simbolisme drama «Kapai-kapai» : fungsi dan maknanya sebagai binaan struktur dan tekstur: laporan penelitian. Jakarta : Proyek Pengembangan Bahasa dan Sastra Indonesia dan Daerah, Pusat Pembinaan dan Pengembangan Bahasa, Departemen Pendidikan dan Kebudayaan, 1979 (совм. с Soediro Satoto).
- Teater, film dan bahasa Indonesia. [Jakarta]: Departemen Pendidikan dan Kebudayaan, 1988.
- Ideologi teater modern kita. Yogyakarta: Pustaka Gondho Suli, 2000
- Teater tanpa masa silam : sejumlah esai budaya. Jakarta Dewan Kesenian Jakarta 2005 (совм. с Agus R Sardjono)

## Переводы на английский язык
- Moths (Kapai Kapai). Translated by Harry Aveling. Kuala Lumpur : Dewan Bahasa dan Pustaka, Kementerian Pelajaran Malaysia, 1974.
- Sun-Sun. Translated by Narto Erawan. Jakarta : National Film Council, Dept. of Information, Republic of Indonesia, [1987?]
- The bottomless well: a play in four acts. Translated by Karin Johnson; Bernard Sellato. Jakarta : Lontar Foundation, 1992
- Good morning, Jajang. Singapore : Dept. of Malay Studies, National University of Singapore, [1995]
- Сhaos. Translated by Harry Aveling. Singapore : Dept. of Malay Studies, National University of Singapore, [1997?]

## Переводы на другие языки
- Kapai-Kapai een toneelspel. Перевод Tone Brulin, 1980 (голландский).
- Kapai-Kapai een toneelspel. Перевод Tone Brulin, Ray Nusselein [c.1980] (шведский)
- 喀湃•喀湃: 一 个在幻想与现实中挣扎的故事 / Ka pai, ka pai: yi ge zai huan xiang yu xian shi zhong zheng zha de gu shi. Перевод Meow Wah Chan, Pao Kun Kuo, Jen Erh Lim, Zufu Li, Minwei Zheng. 新华文化事业, Xin jia po: Xin hua wen hua shi ye, [1988] (второе издание 1997) (китайский)
- Wolken (Mega-Mega). Перевод Henny Vlot; Jugiari Soegiarto. Jakarta: Toneelgroep Nederlandse Vakgroep, Faculteit der Letteren, Universitas Indonesia, 1989 (голландский).
- Kapai-Kapai.Перевод Meow Wah Chan. Singapore: Xinhua, 1997 (китайский).

## Фильмография
- Bengawan Solo (1971, сценарист)
- Pemberang (1972, сценарист и режиссёр)
- Rio Anakku (Рио, мой сын, 1973, режиссёр)
- Melawan Badai (Против бури, 1974, сценарист и режиссёр)
- Jangan biarkan mereka lapar (1974, сценарист)
- Romi dan Juli (1974, режиссёр)
- Suci Sang Primadona (Сучи — примадонна, 1977, режиссёр)
- Petualang-Petualang (Авантюристы, 1978, режиссёр)
- Yuyun Pasien Rumah Sakit Jiwa (Ююн — пациент психиатрической больницы, 1979, сценарист и режиссёр)
- Harmonikaku (Моя гармоника, 1979, сценарист и режиссёр)
- Serangan Fajar (Атака на заре, 1981, режиссёр)
- Kapai-Kapai (1981, телефильм, сценарист)
- Djakarta 1966 (Джакарта 1966, 1982; вышел в прокат в 1988, режиссёр)
- Pengkhianatan G30S/PKI (Предательство Движения 30 сентября — КПИ, 1984, сценарист и режиссёр)
- Matahari Matahari (Солнце, солнце, 1985, режиссёр)
- Biarkan Bulan Itu (Пусть этот месяц.., 1986, режиссёр)
- Jungle Virgin Force (1988, сценарист)
- Taksi (Такси, 1990, режиссёр)
- Bibir Mer (Губы Мер, 1991, сценарист и режиссёр)
- Tasi oh Tasi (Таси, о, Таси, 1992телефильм, режиссёр)